# Barom one (2000)
La série animée Barom One datant de 2002/2003 est une adaptation du manga Barom one (1970) de Takao Saito, en 13 épisodes. Elle est éditée chez Kaze en France en 2005. 
L'histoire est changée et plus modernisée.
Cependant, la série reste dans l'animation des dessins animés des années 1970 comme Goldorak par exemple, mais en allant à l'essentiel en si peu d'épisodes.
Puis on retrouve aussi les mœurs de l'époque comme on pourra le remarquer surtout dans la famille Shiratori, plus classique (gentille fille, mère au foyer, père travailleur) qui contraste avec celle des Kido (ou les deux parents, scientifiques, travaillent). 
Il a été édité en France par Kazé en 2005.

## Histoire
Depuis l'aube des temps, deux forces, Kopu et Gomon, s'équilibrent dans l'univers. Mais, il est temps de choisir le destin entre le Bien et le Mal à la façon de Kain dans le jeu Legacy of Kain. 
Sur Terre, Takeshi Kido et Kentaro Shiratori, deux adolescents dont le phénotype et les réactions (dynamique ou réfléchi) s'opposent, ont été choisis par Kopu pour contrer Gomon. Or, ce dernier s'insinue dans la vie des humains en transformant en monstre par la fusion d'un cytoplasme et d'un être ou d'une chose qui en ont subi des vices. Ce monstre va s'attaquer dès lors en premier lieu à son pécheur. 
Cependant, une fois découvert leur don, le jour de leur anniversaire, Kopu leur donne un détecteur de monstre, pour qu'ils veillent sur les habitants de la ville et qu'ils retrouvent Gomon. 
Ainsi, de par l'apparition d'un imprimé sur leur poignée opposée et de l'approche l'une de l'autre, Takeshi et Kentaro fusionnent génétiquement pour donner Barom one, grand humanoïde vert avec des expansions du côté de la tête à la manière de devilman, et qui d'un coup de poing volatilise les Muta-monstres. 
Cependant, ce n'est pas forcément si simple. 
De plus, le secret doit être gardé pour que leur famille et amis dont la jeune Yuko Sugino ne courent de danger. Mais, les circonstances en veulent autrement. 
Le père de Kentaro, inspecteur de police enquête sur ces évènements étranges, puis le père et la mère de Takeshi, respectivement physicien et biologiste, vont étudier ces phénomènes qui semblent venir du lac météore : phénomènes de monstres, puis des catastrophes sismiques et climatiques. 
De plus une organisation armée formée de femmes sème le trouble lorsque l'enquête commence à progresser. 
Quel est le lien avec Barom one ? L'humanité est-elle en danger ? Quel destin va être choisi pour les habitants de la Terre ? Qui est en réalité Kopu ?

## Staff
- Studio : Toei Animation
- Réalisateur : Tsuneo Tominaga
- Mecha designer :
- Chara designer :
- Compositeur :
- D'après l'œuvre de : Takao Saito
- Directeur artistique : Manabu Nakatake
- Production :
- Scénario : Narimitsu Taguchi
- Animation : Akemi Hasono, Hironobu Saito

## Le doublage
Version française : Frédéric Roques

## Source
- http://www.animeka.com
- http://www.animenewsnetwork.com